# Brobergen
Brobergen è una frazione del comune tedesco di Kranenburg, in Bassa Sassonia.

Conta (2003) 226 abitanti.

## Storia
Brobergen fu nominata per la prima volta nel 1286.

Costituì un comune autonomo fino al 1972.